# 사세보항
사세보항(佐世保港)은 나가사키현 사세보시에 위치한 항구이다. 항만 관리자는 사세보시이다. 항만법에는 중요 항만, 항칙법에서는 특정 항구로 지정되어 있다. 애칭은 하코(葉港)이다. 세세보 만의 팔손이 나뭇잎과 같은 모양과 ‘佐世保’라는 한자 조합에서 비롯된 것이다.
국도 384호는 이 항구에서 신카미고토정 아리카 항구까지 해상 구간이 된다.

## 개요
항만법에 의한 사세보 항으로 지역 면적은 사세보 시내의 아이노우라(相浦)에서 구주쿠섬 해역, 하이키 수로까지 포함한 약 57,900 평방미터이다.
항구의 주요 지역을 점유하는 사세보 만은 외해와의 출입구가 1개 밖에 없고, 항구는 수심이 깊은 천연의 양항이다. 이 지형에 주목한 옛 일본 제국 해군(이하 ‘해군’)이 1889년에 사세보 진수부를 설치한 이후 군항으로서 발전해왔다. 제2차 세계 대전 후 미국 해군 제7함대와 해상자위대 (사세보 지방대)의 기지가 위치해 있다. 사세보 항구의 면적에 약 80%는 미국 해군에 의한 제한 수역이 되고 있다.
최근 군항으로서의 기능과 상항으로 기능의 거주지 분리를 도모하면서 ‘포스트 르네상스 21 계획’에 의한 재개발 등으로 항만 기능의 활성화를 목표로 하고 있다. 2017년 7월 26일에는 국토교통대신 (장관)이 항만법 제2조 3항에서 정하는 국제여객선 거점 형성 항만으로 지정되었다.

## 항로
규슈 쇼센의 선박이 고토 열도의 각 항구를 서로 오가는 배편을 위주로 운항하게 된다. 운항 노선은 배편마다 상이하게 편성되어 있다.

## 같이 보기
- 사세보 해군 기지
- 사세보 해군공창